# Tao Siju
Tao Siju (chinesisch 陶驷驹; * April 1935 in Jingjiang, Jiangsu; † 18. April 2016 in Peking) war ein chinesischer Politiker der Kommunistischen Partei Chinas (KPCh), der unter anderem von 1990 bis 1998 Minister für Öffentliche Sicherheit im Staatsrat der Volksrepublik China war.

## Leben
Tao Siju trat bereits 1949 als Vierzehnjähriger der Kommunistischen Partei Chinas (KPCh) als Mitglied bei und absolvierte ein Studium an der Zentralen Kaderschule für öffentliche Sicherheit. Danach war er als Büroangestellter im Amt für öffentliche Sicherheit in Jingjiang sowie als Sekretär in der Allgemeinen Abteilung der Zentralen Militärkommission, ehe er Vize-Minister für öffentliche Sicherheit war. Auf dem XIII. Parteitag der KPCh (25. Oktober bis 2. November 1987) war er Delegierter.
Als Nachfolger von Wang Fang übernahm Tao im Dezember 1990 den Posten als Minister für Öffentliche Sicherheit im Staatsrat der Volksrepublik China und bekleidete diesen bis März 1998, woraufhin Jia Chunwang seine Nachfolge antrat. Zugleich war er zwischen 1990 und 1998 in Personalunion auch Erster Politischer Kommissar der Bewaffneten Volkspolizei. 1992 wurde ihm der Rang eines Generalkommissars verliehen. Auf dem XIV. Parteitag (12. bis 19. Oktober 1992) wurde er erstmals Mitglied des Zentralkomitees der Kommunistischen Partei Chinas (ZK der KPCh). Als solcher wurde er auf dem XV. Parteitag (12. bis 19. September 1997) bestätigt, so dass er diesem Führungsgremium der Partei bis zum XVI. Parteitag (8. bis 14. November 2002) angehörte. Er war außerdem zwischen 1997 und 1998 Leiter der Nationalen Gruppe für Betäubungsmittelkontrolle.
Nach seinem Ausscheiden aus der Regierung war Tao Siju zwischen 1998 und 2003 in der neunten Legislaturperiode Mitglied des Ständigen Ausschusses des Nationalen Volkskongresses, ein Komitee mit etwa 150 Mitgliedern des Nationalen Volkskongresses, welcher zwischen Plenartreffen des Nationalen Volkskongresses einberufen wird und gemäß der Verfassung der Volksrepublik China Gesetzgebungen innerhalb einer vom Volkskongress gestellten Frist bearbeitet, womit er de facto das Parlament der Volksrepublik ist. Daraufhin fungierte er zwischen 2003 und 2008 in der zehnten Legislaturperiode als stellvertretender Vorsitzender des Ausschusses für Inneres und Justiz des Nationalen Volkskongresses.